# Tozama-Daimyō

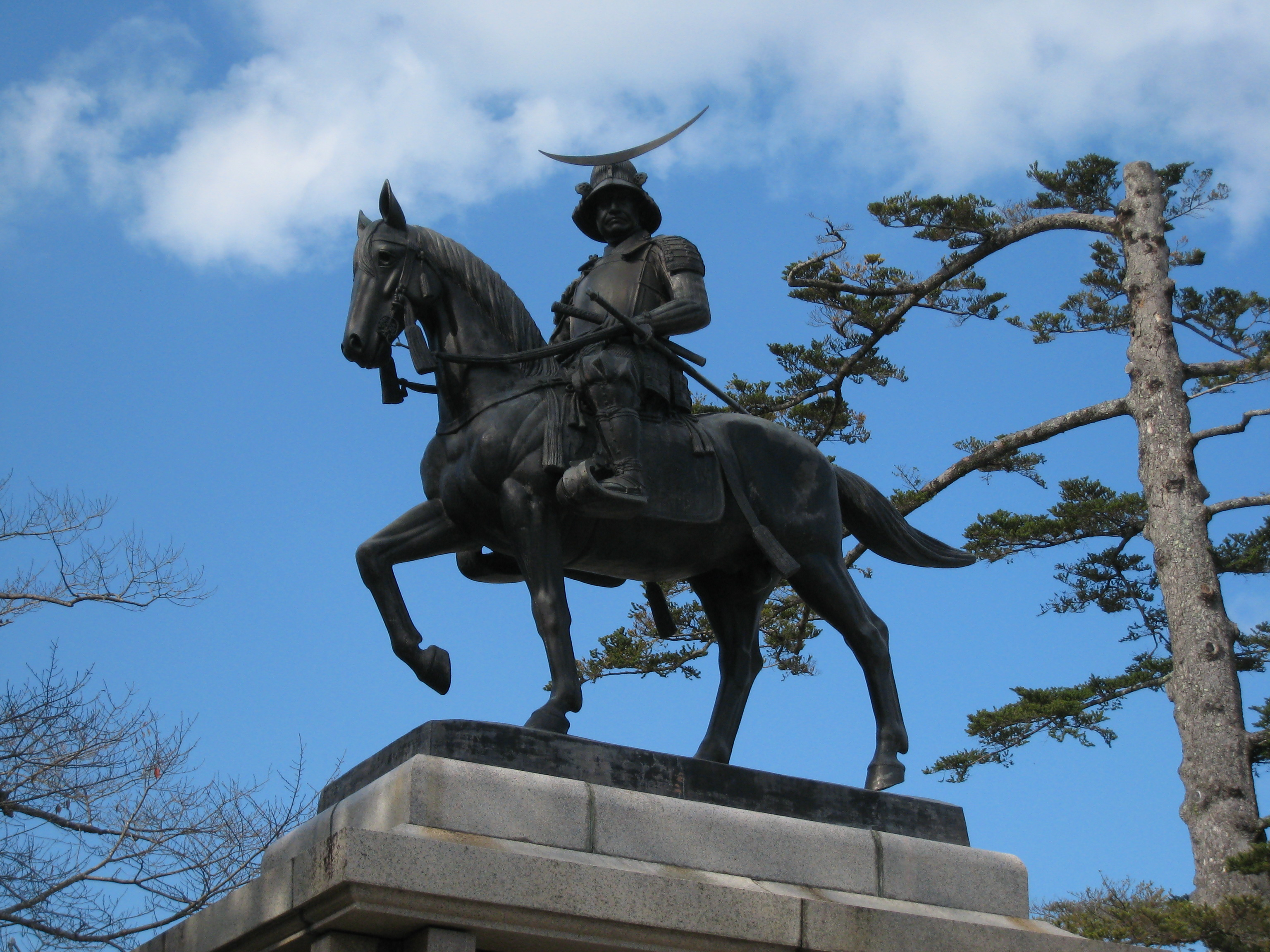
Date Masamune, ein bedeutender Tozama-Daimyō

Als Tozama-Daimyō (jap. 外様大名) wurde eine Gruppe von Daimyō (Lehensfürsten) während der Edo-Zeit bezeichnet, die keine traditionellen Alliierten, oder sogar ehemalige Gegner der Tokugawa-Shogune waren. Damit standen sie im Gegensatz zu den anderen beiden großen Gruppen, den Shimpan-Daimyō und Fudai-Daimyō.
Als Tozama wurden die Daimyō eingestuft, die erst nach der Schlacht von Sekigahara zu Vasallen von Tokugawa Ieyasu wurden. Viele große Han, die eher abgelegen im Norden, Süden oder Osten Japans lagen und von einflussreichen, alteingesessenen Familien beherrscht wurden, gehörten dazu. Das größte Tozama-Lehen war, mit etwas mehr als einer Million koku, Kaga auf dem Gebiet der heutigen Präfektur Ishikawa am Japanischen Meer. Auch die Mōri, die Date, die Hachisuka und die Uesugi gehörten dazu. Viele der Tozama hatten traditionelle Rollen als Herrscher von Gebieten an den „Rändern“ von Japan, und damit Aufgaben im Außenhandel, wie die Shimazu in Satsuma, die Okinawa kontrollierten, die  Sō auf Tsushima, die den Korea-Handel kontrollierten, und die Matsumae, zu deren Herrschaftsgebiet das damals nur von Ainu bewohnte Ezo gehörte.
Nachdem Tokugawa Ieyasu die Vorherrschaft in Japan erlangt hatte, versuchte er, sich die Sympathien der Tozama-Daimyo zu sichern, doch sein Enkel Tokugawa Iemitsu unternahm mehrere Maßnahmen, um die Macht der Shogunatsregierung auf Kosten der Daimyō, speziell der Tozama zu stärken. Zu Beginn der Edo-Zeit wurden die Tozama-Daimyō schon für geringe Vergehen mit dem Verlust von Rechten und Besitz bestraft.
Viele Daimyō des Südens profitierten vom Außenhandel, nicht nur mit dem nahen China, sondern auch mit den aufstrebenden europäischen Seefahrtsnationen. Iemitsu unterbrach diesen sogenannten Nanban-Handel durch die Abschließung Japans (Sakoku). Gleichzeitig ließ er das Christentum unterdrücken, was speziell die zum Christentum übergetretenen Daimyō schwächte.
Durch das Sankin-kōtai-System wurden die Daimyō ab 1635 gezwungen, teure Residenzen in Edo zu unterhalten. Für die Tozama-Daimyō in den entfernten Provinzen kamen die Kosten für die jährliche Reise von oder nach Edo dazu. Schließlich postierte er über einhundert loyale, aber weniger mächtige Familien als sogenannte Fudai-Daimyō auf kleineren, aber strategisch wichtigen Ländereien.
Die Tozama wurden üblicherweise nicht auf Beraterposten innerhalb der Shogunatsregierung befördert. Erst gegen Ende der Edo-Zeit, in der Bakumatsu-Ära, stiegen einige Tozama in der politischen Hierarchie auf. Einer, Matsumae Takahiro, wurde sogar Rōjū. Zur selben Zeit waren es die Tozama-Daimyō, die den Widerstand gegen das Shogunat organisierten, speziell die Shimazu in Satsuma und die Mōri in Chōshū. Dies führte schließlich zum Boshin-Krieg, der Abschaffung der Han und der Meiji-Restauration. Viele Samurai aus Satsuma und Chōshū wurden zu wichtigen Persönlichkeiten in der neuen Regierung, als Teil der Meiji-Oligarchie.

## Tozama-Daimyō mit mehr als 200.000 koku Einkommen
- Maeda (前田家) in Kaga (加賀藩)
- Shimazu (島津家) in Satsuma (薩摩藩)
- Date (伊達家) in Sendai (仙台藩)
- Hosokawa (細川家) in Higo (肥後藩)
- Kuroda (黒田家) in Fukuoka (福岡藩)
- Asano (浅野家) in Hiroshima (広島藩)
- Mōri (毛利家) in Chōshū (長州藩)
- Nabeshima (鍋島家) in Saga (佐賀藩)
- Ikeda (池田家) in Okayama (岡山藩) und Tottori (鳥取藩)
- Tōdō (藤堂家) in Tsu (津藩)
- Hachisuka (蜂須賀家) in Tokushima (徳島藩)
- Tosa-Yamauchi (土佐山内家) in Tosa (土佐藩)
- Arima (有馬家) in Kurume (久留米藩)
- Satake (佐竹家) in Akita (秋田藩)
- Nambu (南部家) in Morioka (盛岡藩)